# Jules Chevalier (1824-1907)
Pour les articles homonymes, voir Chevalier et Jules Chevalier.
Jules Chevalier (Richelieu, 15 mars 1824 - Issoudun, 21 octobre 1907) est un prêtre français et fondateur des Missionnaires du Sacré-Cœur de Jésus et des Filles de Notre-Dame du Sacré-Cœur.

## Biographie

### Enfance
Né à Richelieu il est d'origine modeste, son père est ouvrier boulanger, sa mère est au foyer. C'est elle qui lui transmet une foi profonde. Pour rapporter un peu d'argent, elle vend sur les marchés les légumes issus de sa récolte. Alors que Jules Chevalier a six mois, s a mèreface aux difficultés financières et ne pouvant nourrir ses enfants, l'emmène dans une panetière à l'église du lieu et le dépose devant une statue de la Vierge Marie, lui confiant sa détresse et son fils. Le prêtre, qui entend des pleurs dans son église, vient voir sa mère. C'est ainsi qu'il va aider la famille Chevalier.
Voulant être prêtre mais ses parents ne pouvant payer ses études au petit séminaire, il décide de travailler. Il est apprenti chez un cordonnier. En 1841, ses parents deviennent les régisseurs d'un domaine, Le buisson, appartenant aux dames du Temple, religieuses de Paris. Le curé du lieu confie à son vicaire le soin d'apprendre au jeune Jules Chevalier le latin. En octobre 1841, il peut donc entrer au petit séminaire de Saint-Gaultier.
Il entre ensuite au grand séminaire de Bourges, où il passe cinq années. C'est durant ces années qu'il est marqué par le Sacré-Cœur de Jésus.

### Prêtre
Ordonné prêtre le 14 juin 1851, il est successivement vicaire à Ivoy-le-Pré, Châtillon-sur-Indre, Aubigny-sur-Nère et enfin à l'automne 1854 à Issoudun. En 1872, il devient curé d'Issoudun et le sera pendant 35 ans jusqu'à sa mort. Voulant être missionnaire depuis longtemps, il désire fonder une congrégation missionnaire, qui naît le 8 décembre 1854, jour de la proclamation par le pape Pie IX du dogme de l'Immaculée Conception. Le 5 juin suivant, elle devient la  congrégation Missionnaire du Sacré-Cœur. 
Après des débuts difficiles, elle est reconnue par le pape Pie IX en 1869.
Le 30 août 1874, après plusieurs expériences, il fonde la congrégation des Filles de Notre-Dame du Sacré-Cœur.
La congrégation religieuse dont il est à l'origine ne prend sa véritable dimension internationale qu'à partir de 1880. À cette date, la politique anticléricale poursuivie par Jules Ferry, sous la présidence de Jules Grévy, conduit à l'exil les congrégations religieuses non officiellement reconnues par le gouvernement de la République. Les membres de sa congrégation se dispersent alors dans divers pays européens ou sont envoyés en mission à travers le monde. C'est ainsi que certains se retrouvent en Papouasie-Nouvelle-Guinée, territoire non encore exploré à cette époque.
La congrégation des Missionnaires du Sacré-Cœur de Jésus, créée par Jules Chevalier, est aujourd'hui présente dans une quarantaine de pays.
À Issoudun, il mène le projet de la construction d'une église, la basilique de Notre-Dame du Sacré-Cœur, débutée en 1858 et achevée en 1863. Le 8 septembre 1864, jour de la Nativité de la Vierge Marie, se déroule à Issoudun le premier pèlerinage.

### Dernières années
Au mois de janvier 1907, il est expulsé de son presbytère par la police sous les huées des habitants. Il se retrouve à la rue mais un fidèle, le comte de Bonneval, habitant non loin, lui propose de l'héberger. Il meurt dans cette maison. Peu de temps avant sa mort, la basilique du Sacré-Cœur, qui était fermée, est rouverte pour être vendue comme bien national. C'est ce même comte de Bonneval qui rachète la basilique. Le père Chevalier y est inhumé dans la crypte avec ses compagnons, le père Jean-Marie Vandel (1808-1877), le père Victor Jouet  (1839-1912), les Pères Piperon et Maugenest et d'autres encore comme Mère Marie-Louise Hartzer (1837-1908), fondatrice des filles de Notre-Dame du Sacré-Cœur.

## Œuvres
- Histoire religieuse d'Issoudun depuis sa fondation jusqu'à nos jours, Issoudun, impr. de Gaignault, 1899.
- Le Sacré-Cœur et le Ciel, Issoudun, Archiconfrérie De Notre-Dame Du Sacré-Cœur, 1920, 212 p.

## Renommée d'Issoudun
Il a contribué à la renommée d'Issoudun, sous-préfecture de l'Indre, devenue lieu de pèlerinage d'audience internationale. Il est également à l'origine de la construction de la basilique de cette ville, entreprise en 1857.

## Béatification
Le 25 mai 2012 a été ouvert le Procès en Béatification de Jules Chevalier. Il est donc considéré comme serviteur de Dieu par l'Église Catholique. Il est fêté le 21 octobre.